# Maksim Sokołow
Maksim Anatoljewicz Sokołow (ros. Максим Анатольевич Соколов; ur. 27 maja 1972 w Leningradzie) – rosyjski hokeista, reprezentant Rosji. Trener hokejowy.
Jego syn Maksim (ur. 2001) także został bramkarzem hokejowym.

## Kariera zawodnicza
- Zwiezda Leningrad (1988-1989)
- SKA Leningrad (1990/1991)
- SKA 2 Leningrad (1990/1991)
- Iżoriec Leningrad (1990/1991)
- SKA Sankt Petersburg (1991-2000)
  -  SKA 2 Sankt Petersburg (1991-1997)
- Siewierstal Czerepowiec (2000-2002)
  -  Siewierstal 2 Czerepowiec (2000-2002)
- Awangard Omsk (2002-2005)
  -  Awangard-WDW Omsk (2002-2003)
  -  Omskie Jastrieby (2003-2005)
- SKA Sankt Petersburg (2005-2007)
  -  SKA 2 Sankt Petersburg (2006/2007)
- Awangard Omsk (2007)
- Mietałłurg Nowokuźnieck (2007-2009)
- SKA Sankt Petersburg (2009-2012)
  -  HK WMF Sankt Petersburg (2010)
  -  Traktor Czelabińsk (2010)
- Nieftiechimik Niżniekamsk (2012-2013)

Wychowanek klubu SKA Sankt Petersburg. Od maja 2012 zawodnik Nieftiechimika Niżniekamsk. Po sezonie KHL (2012/2013) zakończył karierę zawodniczą.
Uczestniczył w turniejach mistrzostw świata w 2001, 2002, 2003, 2004, 2005, 2006, Pucharu Świata 2004 oraz na zimowych igrzyskach olimpijskich 2006.

## Kariera trenerska
- Atłant Mytiszczi (2013-2014), trener bramkarzy
- SKA Sankt Petersburg (2014-2016), trener bramkarzy
- SKA-1946 Sankt Petersburg (2016-), trener bramkarzy[4][5][6][7][8]

## Sukcesy
Reprezentacyjne
- Srebrny medal mistrzostw świata: 2002
- Brązowy medal mistrzostw świata: 2005

Klubowe
- Złoty medal mistrzostw Rosji: 2004 z Awangardem Omsk
- Puchar Mistrzów: 2005 z Awangardem Omsk

Indywidualne
- Mistrzostwa Świata w Hokeju na Lodzie 2002:
  - Trzecie miejsce w klasyfikacji skuteczności interwencji w turnieju: 93,41%[9]
  - Najlepszy bramkarz turnieju
  - Skład gwiazd turnieju
- Superliga rosyjska w hokeju na lodzie (2003/2004):
  - Złoty Kask (przyznawany sześciu zawodnikom wybranym do składu gwiazd sezonu)
  - Najlepszy Bramkarz Sezonu
- KHL (2012/2013):
  - Nagroda za Wierność Hokejowi

Wyróżnienie
- Zasłużony Mistrz Sportu Rosji w hokeju na lodzie: 2002